# Теннис в России в 2017 году

## События
- 26 апреля из 15-месячной дисквалификации вернулась Мария Шарапова[1][2].
- Вера Звонарёва впервые с апреля 2015 года сыграла в основной сетке турнира WTA[3][4].
- Официально завершили свою карьеру Екатерина Бычкова, Вера Душевина, Надежда Петрова[5].

## Международные теннисные турниры в России
| Дата                  | Название                                            | Место                                           | Покрытие | Категория   |
| 30 января - 5 февраля | St. Petersburg Ladies Trophy 2017                   | СК «Сибур Арена» и ТЦ «Динамо», Санкт-Петербург | Хард (i) | WTA Premier |
| 18 - 24 сентября      | Открытый чемпионат Санкт-Петербурга по теннису 2017 | СК «Сибур Арена», Санкт-Петербург               | Хард (i) | ATP 250     |
| 16 - 22 октября       | ВТБ Кубок Кремля 2017                               | СК «Олимпийский», Москва                        | Хард (i) | WTA Premier |
| 16 - 22 октября       | ВТБ Кубок Кремля 2017                               | СК «Олимпийский», Москва                        | Хард (i) | ATP 250     |

| Дата                 | Название                                        | Место                                          | Покрытие | Категория         |
| 20 - 26 февраля      | Зимний чемпионат Москвы 2017                    | СК «Мультиспорт», Москва                       | Хард (i) | ITF 25 000 $ (ж)  |
| 01 - 07 мая          | O1 Properties Ladies Cup 2017                   | Академия Александра Островского, Химки         | Хард (i) | ITF 25 000 $ (ж)  |
| 19 - 25 июня         | Открытый чемпионат Казани 1 (Russia F1 Futures) | Казанская академия тенниса, Казань             | Хард     | ITF 15 000 $ (м)  |
| 26 июня - 02 июля    | Открытый чемпионат Казани 2 (Russia F2 Futures) | Казанская академия тенниса, Казань             | Хард     | ITF 15 000 $ (м)  |
| 03 - 09 июля         | Открытый чемпионат Казани 3 (Russia F3 Futures) | Казанская академия тенниса, Казань             | Хард     | ITF 15 000 $ (м)  |
| 10 - 16 июля         | Открытый чемпионат Москвы 2017                  | Теннисная школа «Белокаменная», Москва         | Грунт    | ITF 25 000 $ (ж)  |
| 24 - 30 июля         | Кубок Казанского кремля 1 (Russia F4 Futures)   | Казанская академия тенниса, Казань             | Хард     | ITF 15 000 $ (м)  |
| 31 июля - 06 августа | Кубок Казанского кремля 2 (Russia F5 Futures)   | Казанская академия тенниса, Казань             | Хард     | ITF 15 000 $ (м)  |
| 07 - 13 августа      | Летний кубок (Russia F6 Futures)                | НТЦ России им. Хуана Антонио Самаранча, Москва | Грунт    | ITF 15 000 $ (м)  |
| 07 - 13 августа      | Летний кубок (Russia F6 Futures)                | НТЦ России им. Хуана Антонио Самаранча, Москва | Грунт    | ITF 15 000 $ (ж)  |
| 14 - 20 августа      | Летний кубок (Russia F7 Futures)                | НТЦ России им. Хуана Антонио Самаранча, Москва | Грунт    | ITF 15 000 $ (м)  |
| 14 - 20 августа      | Летний кубок (Russia F7 Futures)                | НТЦ России им. Хуана Антонио Самаранча, Москва | Грунт    | ITF 15 000 $ (ж)  |
| 18 - 24 сентября     | Кубок Невы 2017                                 | Теннисный центр «Динамо», Санкт-Петербург      | Хард (i) | ITF 100 000 $ (ж) |

## Спортсмены

### Титулы

#### Мужчины, одиночный разряд
| Игрок         | Турнир | Категория |
| Андрей Рублёв | Умаг   | ATP 250   |

#### Женщины, одиночный разряд
| Игрок                  | Турнир       | Категория             |
| Елена Веснина          | Индиан Уэллс | WTA Premier Mandatory |
| Дарья Касаткина        | Чарльстон    | WTA Premier           |
| Анастасия Павлюченкова | Монтеррей    | WTA International     |
| Анастасия Павлюченкова | Рабат        | WTA International     |
| Екатерина Макарова     | Вашингтон    | WTA International     |
| Анастасия Павлюченкова | Гонконг      | WTA International     |
| Мария Шарапова         | Тяньцзинь    | WTA International     |

#### Женщины, парный разряд
| Игрок                              | Турнир   | Категория             |
| Анастасия Павлюченкова Тимея Бабош | Сидней   | WTA Premier           |
| Елена Веснина Екатерина Макарова   | Дубай    | WTA Premier 5         |
| Елена Веснина Екатерина Макарова   | Уимблдон | Турнир Большого шлема |
| Елена Веснина Екатерина Макарова   | Торонто  | WTA Premier 5         |

### Рейтинг на конец года
В списках перечислены игроки, входящие в TOP 300 соответствующего рейтинга на 31 декабря 2017 года. Если игрок не имеет рейтинга или не входит в TOP 300, вместо значения отображается прочерк.

#### Мужчины (ATP)
| Игрок              | Одиночный рейтинг | Парный рейтинг |
| ------------------ | ----------------- | -------------- |
| Андрей Рублёв      | 39                | -              |
| Карен Хачанов      | 45                | 121            |
| Даниил Медведев    | 65                | -              |
| Евгений Донской    | 72                | 259            |
| Михаил Южный       | 84                | -              |
| Андрей Кузнецов    | 107               | 156            |
| Алексей Ватутин    | 172               | -              |
| Теймураз Габашвили | 237               | 281            |
| Константин Кравчук | 274               | -              |
| Иван Неделько      | 288               | -              |
| Иван Гахов         | 293               | 221            |
| Михаил Елгин       | -                 | 95             |

#### Женщины (WTA)
| Игрок                  | Одиночный рейтинг | Парный рейтинг |
| ---------------------- | ----------------- | -------------- |
| Светлана Кузнецова     | 12                | 60             |
| Анастасия Павлюченкова | 15                | 50             |
| Елена Веснина          | 18                | 3              |
| Дарья Касаткина        | 24                | 66             |
| Екатерина Макарова     | 33                | 3              |
| Мария Шарапова         | 59                | -              |
| Наталья Вихлянцева     | 62                | -              |
| Екатерина Александрова | 96                | -              |
| Евгения Родина         | 111               | 275            |
| Анна Блинкова          | 140               | 127            |
| Анна Калинская         | 159               | 150            |
| Полина Монова          | 178               | 130            |
| Софья Жук              | 181               | -              |
| Виталия Дьяченко       | 186               | -              |
| Ирина Хромачёва        | 187               | 78             |
| Валентина Ивахненко    | 190               | 228            |
| Елизавета Куличкова    | 196               | -              |
| Вера Звонарева         | 203               | -              |
| Вероника Кудерметова   | 240               | 58             |
| Анастасия Потапова     | 242               | 250            |
| Виктория Каменская     | 244               | -              |
| Валерия Савиных        | 275               | 98             |
| Ксения Лыкина          | 292               | 129            |
| Натела Дзаламидзе      | -                 | 67             |
| Алла Кудрявцева        | -                 | 69             |
| Анастасия Комардина    | -                 | 112            |
| Яна Сизикова           | -                 | 155            |
| Ольга Дорошина         | -                 | 205            |
| Екатерина Яшина        | -                 | 244            |
| Алона Фомина           | -                 | 252            |

## Командные соревнования

### Кубок Дэвиса
| Дата           | Стадия                        | Место             | Покрытие | Состав                                                           | Противники                                                | Результаты |
| 3-5 февраля    | Мировая группа. Первый раунд. | Ниш, Сербия       | хард (i) | Карен Хачанов Даниил Медведев Константин Кравчук Андрей Кузнецов | Виктор Троицки Новак Джокович Ненад Зимонич Душан Лайович | Сербия (4) - Россия (1) Виктор Троицки - Карен Хачанов (6:4 6:7 6:3 1:6 7:6) Новак Джокович - Даниил Медведев (3:6 6:4 6:1 1:0 Rt) Виктор Троицки / Ненад Зимонич — Константин Кравчук / Андрей Кузнецов (6:3 7:6 6:7 6:4) Душан Лайович — Константин Кравчук (6:3 4:6 6:3) Ненад Зимонич — Даниил Медведев (Rt) |
| 15-17 сентября | Мировая группа. Плей-офф.     | Будапешт, Венгрия | грунт    | Андрей Рублёв Карен Хачанов Даниил Медведев Константин Кравчук   | Мартон Фучович Аттила Балаж                               | Венгрия (3) - Россия (1) Мартон Фучович - Андрей Рублёв (6:2 6:4 5:7 2:6 6:3) Аттила Балаж - Карен Хачанов (6:3 2:6 6:7 1:6) Аттила Балаж / Мартон Фучович — Константин Кравчук / Даниил Медведев (7:6 6:4 7:6) Мартон Фучович — Карен Хачанов (7:5 6:4 6:4) Аттила Балаж — Андрей Рублёв (-)                    |

### Кубок Федерации
| Дата          | Стадия                           | Место          | Покрытие | Состав                                                             | Противники                                                       | Результаты |
| 11-12 февраля | Мировая группа II. Первый раунд. | Москва, Россия | хард (i) | Екатерина Макарова Анна Блинкова Наталья Вихлянцева Анна Калинская | Ли Ясюань Чан Кайчэнь Чань Чиньвэй                               | Россия (4) - Китайский Тайбэй (1) Екатерина Макарова — Ли Ясюань (6:3 5:7 6:1) Анна Блинкова — Чан Кайчэнь (3:6 5:7) Екатерина Макарова — Чан Кайчэнь (6:4 7:5) Наталья Вихлянцева — Ли Ясюань (6:1 6:2) Анна Блинкова / Анна Калинская — Чань Чиньвэй / Ли Ясюань (6:3 7:5)                   |
| 22-23 апреля  | Мировая группа. Плей-офф.        | Москва, Россия | хард (i) | Елена Веснина Анастасия Павлюченкова Дарья Касаткина               | Элисон Ван Эйтванк Элизе Мертенс Марина Заневская Ан-Софи Местах | Россия (2) - Бельгия (3) Елена Веснина — Элисон Ван Эйтванк (6:3 6:4) Анастасия Павлюченкова — Элизе Мертенс (4:6 0:6) Елена Веснина — Элизе Мертенс (4:6 6:1 2:6) Дарья Касаткина — Марина Заневская (5:7 6:1 6:0) Дарья Касаткина / Елена Веснина — Элизе Мертенс / Ан-Софи Местах (1:6 6:7) |

## Награды

### Премия «Русский кубок – 2017»
20 ноября 2017 года в Москве в отеле «Рэдиссон Славянская» прошла церемония вручения российской национальной теннисной премии «Русский кубок».
| Номинация                                 | Победитель |
| ----------------------------------------- | --- |
| За популяризацию тенниса                  | Детский лагерь «Артек» |
| Лучшие юниоры                             | Сергей Лысов Алексей Шуклин |
| За вклад в развитие детского тенниса      | Татьяна Зинина (директор Адлерской теннисной академии) |
| За вклад в развитие регионального тенниса | Александр Косарев (почетный президент федерации тенниса Самарской области) |
| Юниоры года                               | Тимофей Скатов Оксана Селехметьева Мария Тимофеева Диана Шнайдер |
| Журналист года                            | Даниил Сальников (редактор отдела тенниса «Чемпионата») |
| Успех года (пляжный теннис)               | Людмила Никоян и Николай Гурьев Екатерина Каменецкая и Вероника Першина Екатерина Глазкова и Анна Романова Агния Богатова и Дарья Каличинина                                       |
| Лучший теннисный генеральный              | Яков Шатхин (вице-президент ФТР, генсек ФТР) |
| Память                                    | Игорь Волк (экс-президент ВФТ) |
| Команда года                              | до 16 лет: Дарья Фрайман, Камилла Рахимова, Анастасия Тихонова, капитан – Оксана Мишукова до 18 лет: Елена Рыбакина, Софья Лансере, Анастасия Харитонова, капитан – Елена Макарова |
| Наставники чемпионов                      | Евгения Манюкова Сергей Веснин |
| Золотой дуэт                              | Елена Веснина и Екатерина Макарова |